# Мелітопольський погром (1905)
Мелітопольський погром — єврейський погром, що відбувся в Мелітополі 18-19 квітня (1-2 травня) 1905 року. Став першим єврейським погромом у період Революції 1905—1907 років. Обійшовся без смертельних наслідків. Погрому протидіяла самооборона, що складалася з представників єврейської та російської молоді, а 19 квітня війська, що прибули, припинили погром. 1906 року учасники подій постали перед судом. 14 погромників було засуджено на різні терміни ув'язнення або арештантських рот, а всіх учасників самооборони було виправдано.

## Хід подій
Заворушення почалися 18 квітня (1 травня) на Ярмарковій площі (нинішня вулиця Олександра Невського та нижній майданчик Моторного заводу). Натовп почав громити лавки та магазини. У деяких лавках виникла пожежа, з якою не вдалося ефективно боротися через відсутність пожежної команди. У кількох місцях, зокрема в аптеці Райха, господарі відстрілювалися від погромників. Декілька людей було поранено.
Вранці наступного дня, 19 квітня (2 травня), у місті з'явилися загони самооборони, що складалися як з єврейської молоді, так і з неєвреїв, переважно прихильників РСДРП. О 10 годині ранку заворушення відновилися. О 2 годині дня в місто прибули війська і остаточно зупинили погром.

## Суд
Суд над учасниками заворушень відбувся 24 лютого — 3 березня 1906 року. Перед судом постали 29 осіб — як особи, звинувачені в участі в погромі, так і учасники самооборони.
Вирок суду:
- Безверхий — позбавлення прав стану, 1 рік 3 місяці арештантських рот
- Дикий — 1 рік в'язниці
- Сенюгін Василь — 1 рік 3 місяці арештантських рот
- Сенюгін Захар — 8 місяців в'язниці
- Сенюгін Гавриїл — 8 місяців в'язниці
- Литвиненко — 8 місяців в'язниці
- Селезньов — 8 місяців в'язниці
- Ляшко — позбавлення прав та військового звання, 1 рік арештантських рот
- Ульрих — 4 місяці в'язниці
- Винниченко — 8 місяців в'язниці
- Коновалов — 6 місяців в'язниці
- Лошаков — 8 місяців в'язниці
- Журавльов — 8 місяців в'язниці
- Казєвін — 8 місяців в'язниці

Звинувачені в участі в погромі Сенюгін (батько), Сенюгін Михайло (син), Медніков, Бузницький та Болотін були виправдані.
Всі учасники самооборони — Штраус, Алендор, Коган, Дубін, Турецький, Бушецкін, Квітницький, Сирицький, Африн — виправдані.